# Марусяк Євген Ігорович
Євген Ігорович Марусяк (нар. 16 березня 2000, с. Криворівня, Верховинський район, Івано-Франківська область, Україна) — український спортсмен, стрибун з трампліна, учасник зимових Олімпійських ігор 2022 року. 

## Біографія
У 2017 році почав міжнародні виступи за національну збірну України. Виступив на юнацькому Олімпійському фестивалі у місті Ерзурум, де його найкращим результатом стало 21-ше місце. З 2016 по 2019 роки брав участь в юніорських чемпіонатах світу. У 2019 році дебютував на дорослому чемпіонаті світу.
Перший виступ на Кубку світу відбувся 13 лютого 2021 року в польському місті Закопане, де посів 49-те місце на великому трампліні. Станом на лютий 2022 року найкращий результат спортсмена на цих змаганнях 46-те місце, яке він показав 14 лютого 2021 року в Закопане та 19 лютого 2021 року в Ришнові.

## Виступи на Олімпійських іграх
| Рік  | Місце проведення | НТ | ВТ |
| ---- | ---------------- | -- | -- |
| 2022 | Пекін, Китай     | 47 | 50 |

## Виступи на чемпіонатах світу
| Рік  | Місце проведення            | НТ | ВТ | К  | ЗК |
| ---- | --------------------------- | -- | -- | -- | -- |
| 2019 | Зеефельд-ін-Тіроль, Австрія | 57 | 58 |    |    |
| 2021 | Оберстдорф, Німеччина       | 56 | 39 | 13 |    |
| 2023 | Планиця, Словенія           | 17 | 27 |    | 15 |
| 2025 | Тронгейм, Норвегія          | 31 | 15 |    | 14 |